# WTA Finals 2014 – turnaj legend
Premiérového ročníku soutěže legend (WTA Legends Classic) na Turnaji mistryň 2014 se zúčastnily čtyři tenistky, které již ukončily profesionální kariéru. V rozmezí 20. až 23. října byly odehrány tří utkání čtyřhry, v nichž si hráčky vždy vyměnily spoluhráčku. Tím si každá legenda zahrála pouze jeden zápas se stejnou partnerkou. Každý duel měl charakter prodlouženého setu, hraného do osmi gamů. Tenistka s nejvíce výhrami se stala celkovou vítězkou.
První potvrzenou účastnicí se 2. června 2014 stala Martina Navrátilová, nejúspěšnější hráčka turnaje. Druhá v pořadí Tracy Austinová  se připojila 25. srpna. Dne 1. září bylo oznámeno jméno Marion Bartoliové a konečně 17. září také čtvrté hráčky  Ivy Majoliové.
Předsedkyně a výkonná ředitelka Ženské tenisové asociace Stacey Allasterová uvedla: „Tyto čtyři ženy ztělesňují vlastnosti, které činí naše hvězdy WTA tak inspirativními – talent, úsilí, osobnost a charisma.“ Během svých kariér legendy celkově získaly 213 singlových a 185 deblových titulů na okruhu WTA Tour, 22 Grand Slamů ve dvouhře (18 Navrátilová) a 31 ve čtyřhře (všechny Navrátilová). Světovými jedničkami ve dvouhře byly 353 týdnů (Navrátilová, Austinová) a 237 týdnů ve čtyřhře (všechny Navrátilová).
Trofej si třemi výhrami zajistila Francouzka Marion Bartoliová.

## Přehled legend
| Legenda                   | narození (věk)            | žebříček | žebříček | tituly na Turnaji mistryň                            | tituly na Turnaji mistryň                                           |
| Legenda                   | narození (věk)            | dvouhra  | čtyřhra  | dvouhra                                              | čtyřhra                                                             |
| ------------------------- | ------------------------- | -------- | -------- | ---------------------------------------------------- | ------------------------------------------------------------------- |
| Martina Navrátilová (USA) | 18. října 1956 (58 let)   | 1.       | 1.       | 1978, 1979, 1981, 1983, 1984, 1985, 1986břz, 1986lis | 1980, 1981, 1982, 1983, 1984, 1985, 1986lis, 1987, 1988, 1989, 1991 |
| Tracy Austinová (USA)     | 12. prosince1962 (51 let) | 1.       | 41.      | 1980                                                 |                                                                     |
| Iva Majoliová (CRO)       | 12. srpna 1977 (37 let)   | 4.       | 24.      | semifinále 1996                                      |                                                                     |
| Marion Bartoliová (FRA)   | 2. října 1984 (30 let)    | 7.       | 15.      | základní skupina 2007, 2011                          |                                                                     |

## Soutěž
| č. | datum          | vítězky                               | poražené                            | výsledek |
| -- | -------------- | ------------------------------------- | ----------------------------------- | -------- |
| 1. | 20. října 2014 | Marion Bartoliová Martina Navrátilová | Tracy Austinová Iva Majoliová       | 8–5      |
| 2. | 22. října 2014 | Tracy Austinová Marion Bartoliová     | Iva Majoliová Martina Navrátilová   | 8–4      |
| 3. | 23. října 2014 | Marion Bartoliová Iva Majoliová       | Tracy Austinová Martina Navrátilová | 8–3      |

## Konečné pořadí
| Poř. | legenda                   | poměr zápasů | poměr her | +/- bilance |
| ---- | ------------------------- | ------------ | --------- | ----------- |
| 1.   | Marion Bartoliová (FRA)   | 3–0          | 24–12     | +12         |
| 2.   | Iva Majoliová (CRO)       | 1–2          | 17–19     | -2          |
| 3.   | Tracy Austinová (USA)     | 1–2          | 16–20     | -4          |
| 4.   | Martina Navrátilová (USA) | 1–2          | 15–21     | -6          |